# Grüner Kader (Militär)
Grüner Kader war eine Bezeichnung für Gruppen von Deserteuren des k.u.k. Militärs zur Zeit des Ersten Weltkrieges.

## Namensherkunft
Die Bezeichnung „Grüner Kader“ leitete sich davon ab, dass die Fahnenflüchtigen sich in Wäldern versteckten.
Die ersten „Grünen Kader“ entstanden gegen 1917 an der Ostfront und hatten ab November 1918, nach der Kapitulation, einen großen Zulauf von ehemaligen Soldaten der österreich-ungarischen Armee. Die Bezeichnung wanderte durch die Sprachen der verschiedenen Nationalitäten Österreich-Ungarns. Der polnische Schriftsteller Jerzy Kossowski veröffentlichte 1927 einen Roman unter dem Titel Zielona kadra.

## Organisationsstruktur und Einflussbereiche
Die „Grünen Kader“ verfügten über eine militärische Organisationsstruktur, waren voll bewaffnet, terrorisierten die Bevölkerung und brachten einige Landstriche des ehemaligen Österreich-Ungarns unter ihre Kontrolle. Für die betroffene Bevölkerung waren sie jedoch nicht mehr als Banden, die von Angehörigen der ehemaligen Armee geführt wurden. Sie sind mit den im November 1918 in Deutschland und im Baltikum entstandenen Freikorps zu vergleichen, die eine ähnliche Struktur aufwiesen. Während aber die Freikorps für politische Ziele eingesetzt wurden, stand für die „Grünen Kader“ deren eigene Versorgung an erster Stelle. „Grüne Kader“ gab es besonders in den Regionen Batschka, Slawonien, Baranya, Deutsch-Westungarn, im späteren Sudetenland und in den Waldgebieten Böhmens und Mährens.

## Verwendung der Bezeichnung „Grünen Kader“ in der Zeit der „Sudetenkrise“
Als 1938 während der Sudetenkrise die Tschechoslowakische Armee mobilmachte, desertierte ein Teil der wehrpflichtigen Sudetendeutschen über die Grenze ins „Reich“ und bildete dort das Sudetendeutsche Freikorps, ein anderer Teil verschwand in den böhmischen Wäldern und wurde von den Landsleuten ebenfalls als „Grüner Kader“ bezeichnet.